# All About That Bass
All About That Bass је дебитантски сингл америчке кантауторке Меган Трејнор, објављен 30. јуна 2014. године у продукцији Епик рекордса (енгл. Epic Records). Песма је ушла у састав Трејнориног првог ЕП-а, Title (2014) и њеног првог студијског албума значајне издавачке куће под истим именом (2015).
Текст су писали Трејнор и Кевин Кадиш, који је био и продуцент. All About That Bass комбинује жанрове баблгам поп, ду-воп и ретро-РнБ, те садржи елементе музике из 1960-их. Песма је имала за циљ промовисање позитивне слике о телу и самоприхватање.